# Arnold Peter Weisz-Kubínčan
Arnold Peter Weisz-Kubínčan (3. březen 1898 Ujście – 1944 nebo 1945 pravděpodobně Auschwitz-Birkenau nebo Sachsenhausen) byl slovenský expresionistický malíř židovského původu.

## Život
Po jeho narození se rodina přestěhovala z pruského města Usch (dnes Ujście v Polsku) na Slovensko. Po dědovi pocházel z Oravy, po matce z bohaté německé židovské rodiny. Matčin bratr Hugo Simon byl bankéř a mecenáš umění, na přelomu let 1918–1919 krátce pruský ministr financí za USPD. Sestra Valerie (1895–1948) se provdala za malíře Helmuta Krommera, jejich dcera Anna se stala spisovatelkou.
Základní a střední školu navštěvoval v Dolném Kubíně. V letech 1913–1916 studoval sochařství na Uměleckoprůmyslové škole v Budapešti.
V roce 1917 narukoval do armády a bojoval na frontě. Jeho účast ve válce je doložena pouze tradovanými svědectvími a nezachovaly se o ní žádné oficiální záznamy.
Po skončení války pokračoval ve studiu v Berlíně, pravděpodobně na soukromé akademii.
Od roku 1923 žil opět v Dolném Kubíně, roku 1934 se přestěhoval do Martina. Roku 1933 začal používat přídomek Kubínčan, kterým vyjadřoval svůj „vroucí a oddaný vztah k Oravě“. Ten charakterizoval takto: „Mně život a rytmus naší Oravy učaroval. Vrchy i lidé. To byl můj svět a tím se sytila má výtvarná fantazie“.
Ve snaze vyhnout se pronásledování židů na samostatném Slovensku se v roce 1939 (nebo 1940) nechal pokřtít a přijal jméno Peter. Po zahájení transportů slovenských židů do německých vyhlazovacích táborů se od roku 1942 společně se svou přítelkyní Zorkou Kahan-Ring skrýval v lesích v okolí Martina. Podle vzpomínek dcery Zorky Kahan-Ring v roce 1944 nalezli rodinu, která jim pomáhala, oběšenou, a vzdali se úřadům.
Okolnosti jeho smrti jsou nejasné, pravděpodobně zemřel roku 1944 nebo 1945 při transportu do koncentračního tábora nebo krátce po něm, uváděny jsou Auschwitz-Birkenau nebo Sachsenhausen.
Zorka Kahan-Ring holokaust přežila a po válce emigrovala do USA. S sebou odvezla kufr s Kubínčanovými malbami, kresbami, grafikami a skicáři, který ukryl na půdě domu v Martině. Její dcera Katarina Curtis tato díla darovala Slovenské národní galerii, která je v roce 2019 prezentovala na výstavě nazvané Umelcova (ťažká) batožina.

## Dílo
Je označován za „meziválečného expresionistu evropské důležitosti, který navzdory svému předčasně ukončenému životu přinesl do slovenského umění závan mezinárodního uměleckého myšlení“.
Jeho dílo je považováno za „jeden z nejautentičtějších výtvarných projevů ve slovenském meziválečném umění“.

### Zastoupení ve sbírkách
- Slovenská národní galerie
- Galéria mesta Bratislavy
- Oravská galéria

### Výstavy
Zdroj: Expresionizmus a moderné slovenské umenie
- 1935 Martin
- 1936 Turčianske Teplice, Banská Bystrica, Ružomberok, Zvolen
- 1937 Žilina
- 1961 Old Chapel, Union College, Schenectady[6]
- 1965 Bratislava
- 1970 Dolný Kubín
- 1988 Bratislava
- 1989 Dolný Kubín
- 2016 Hľadanie identity, Galéria mesta Bratislavy, kurátorka Zsófia Kiss-Szemán[1]
- 2019 Umelcova (ťažká) batožina, Slovenská národní galerie Bratislava, kurátorky Lucia Gregorová Stach, Alexandra Homoľová[2]

### Ilustrace
Zdroj: Expresionizmus a moderné slovenské umenie
- 1933 Turistický sprievodca Oravou
- 1940 Príhody v divočine (Ľudo Ondrejov)
- 1995 Staub von Städten. Ausgewählte Gedichte (Anna Kromer)[8]

## Galerie

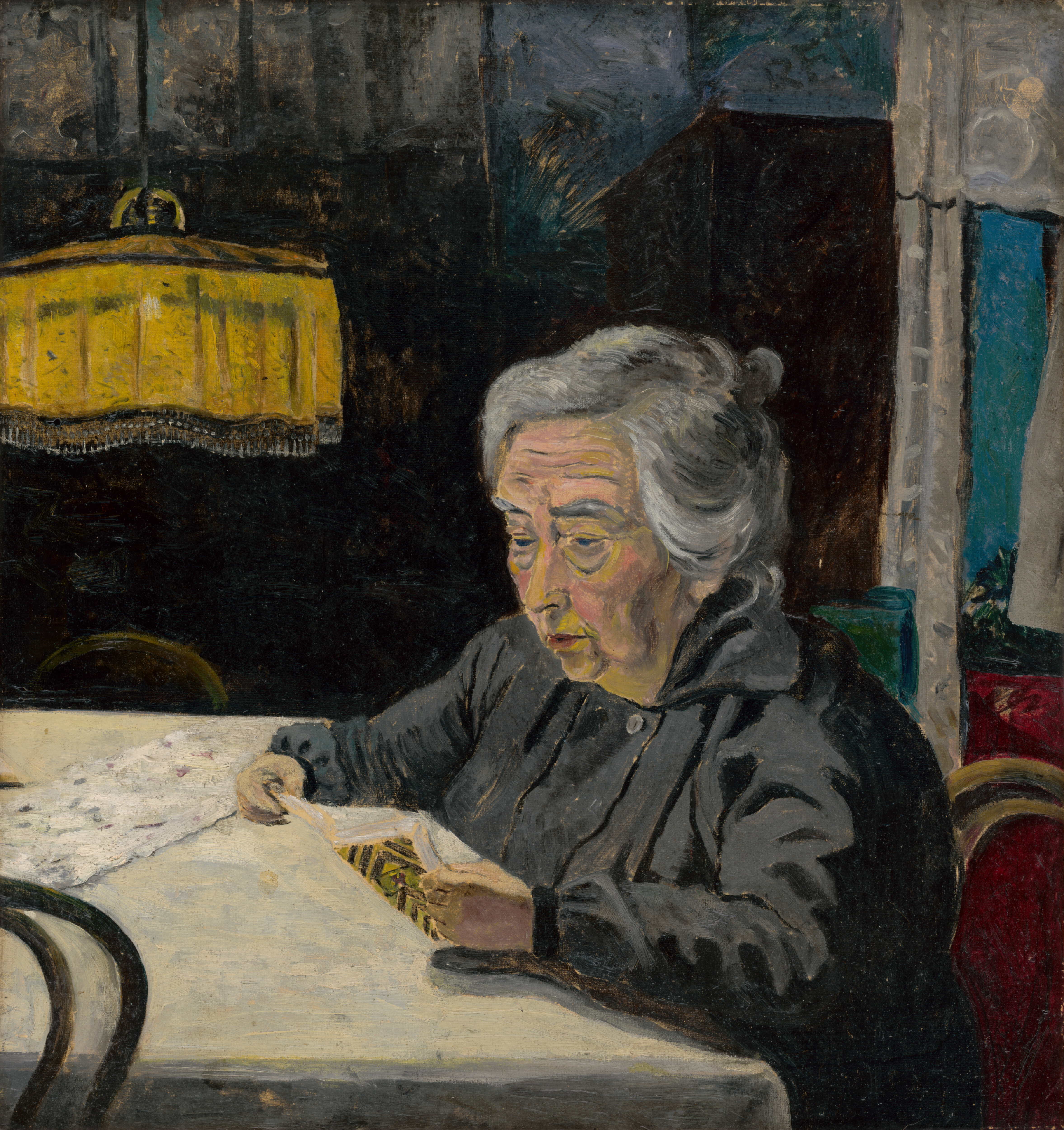
Čítajúca starena (1915)
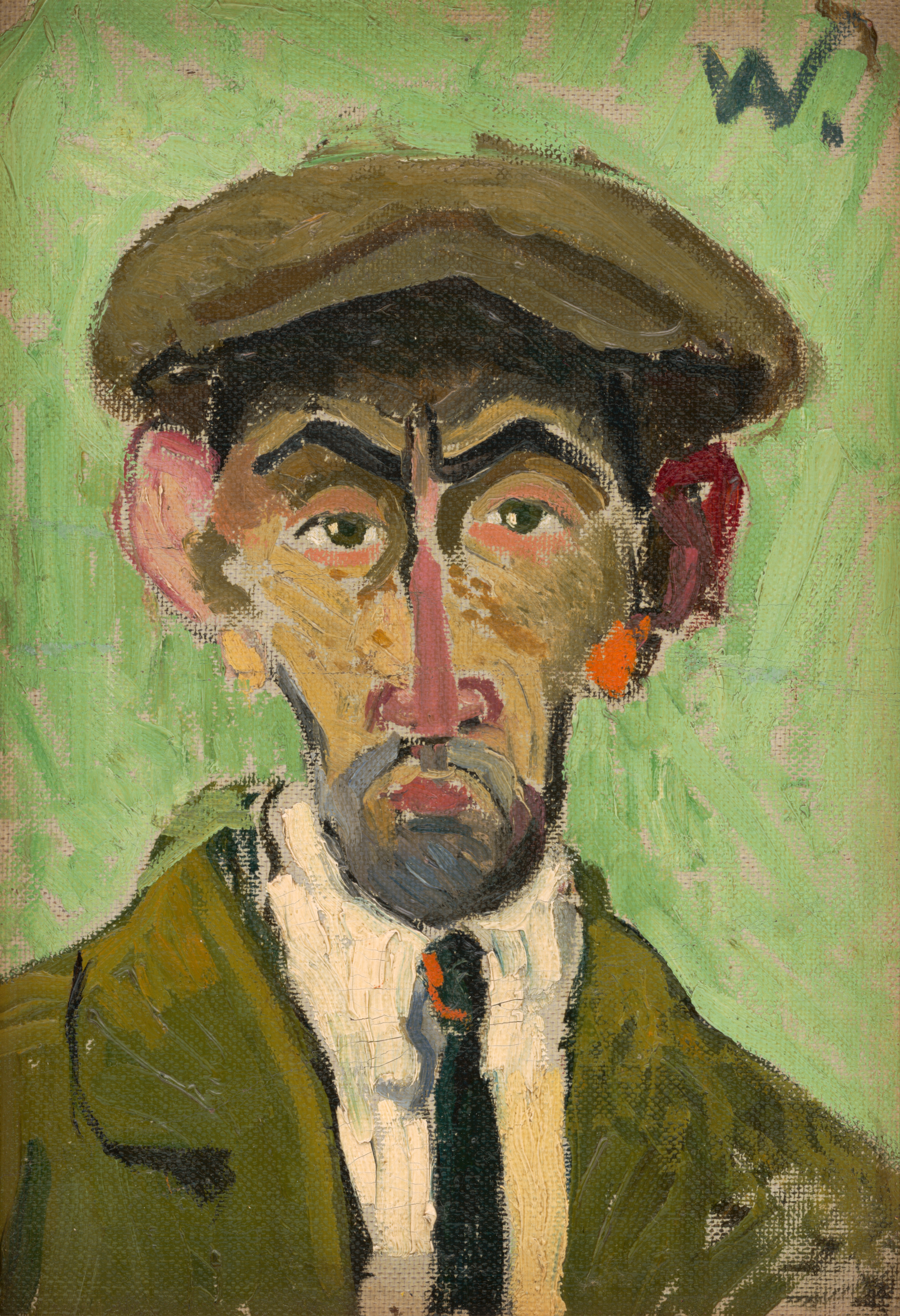
Autoportrét (1917)
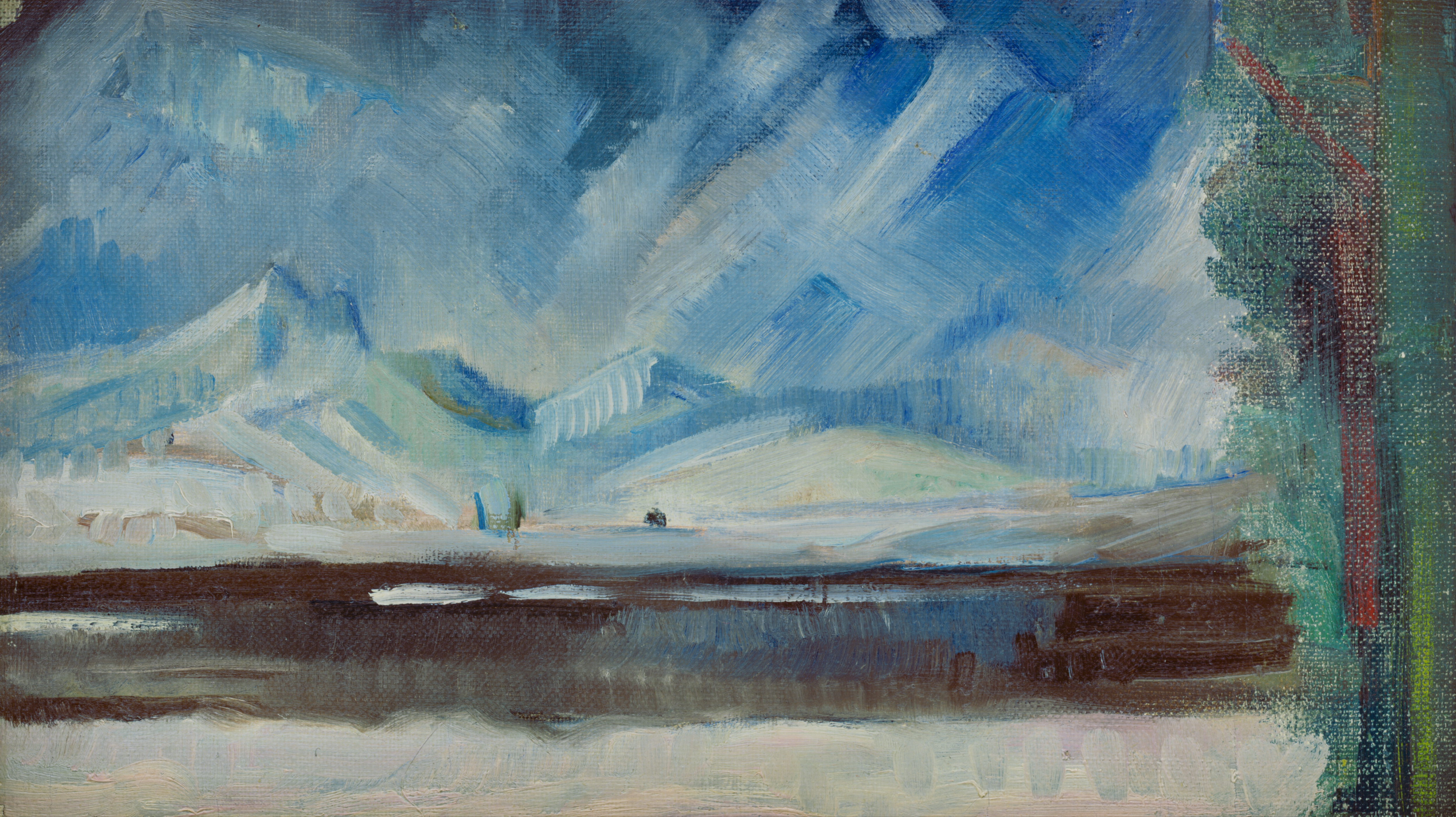
Zimná krajina (1925)
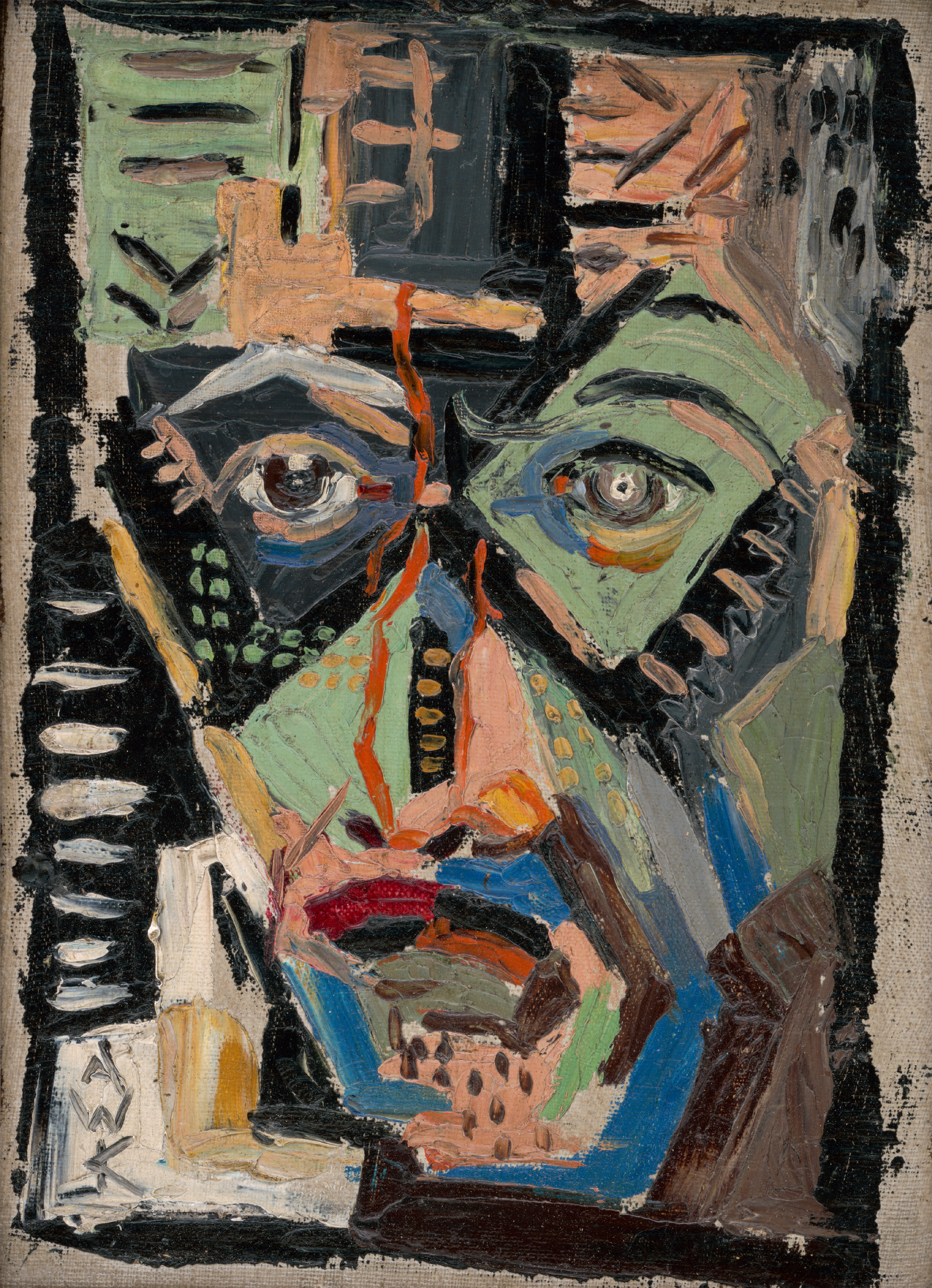
Tvár muža (1927)
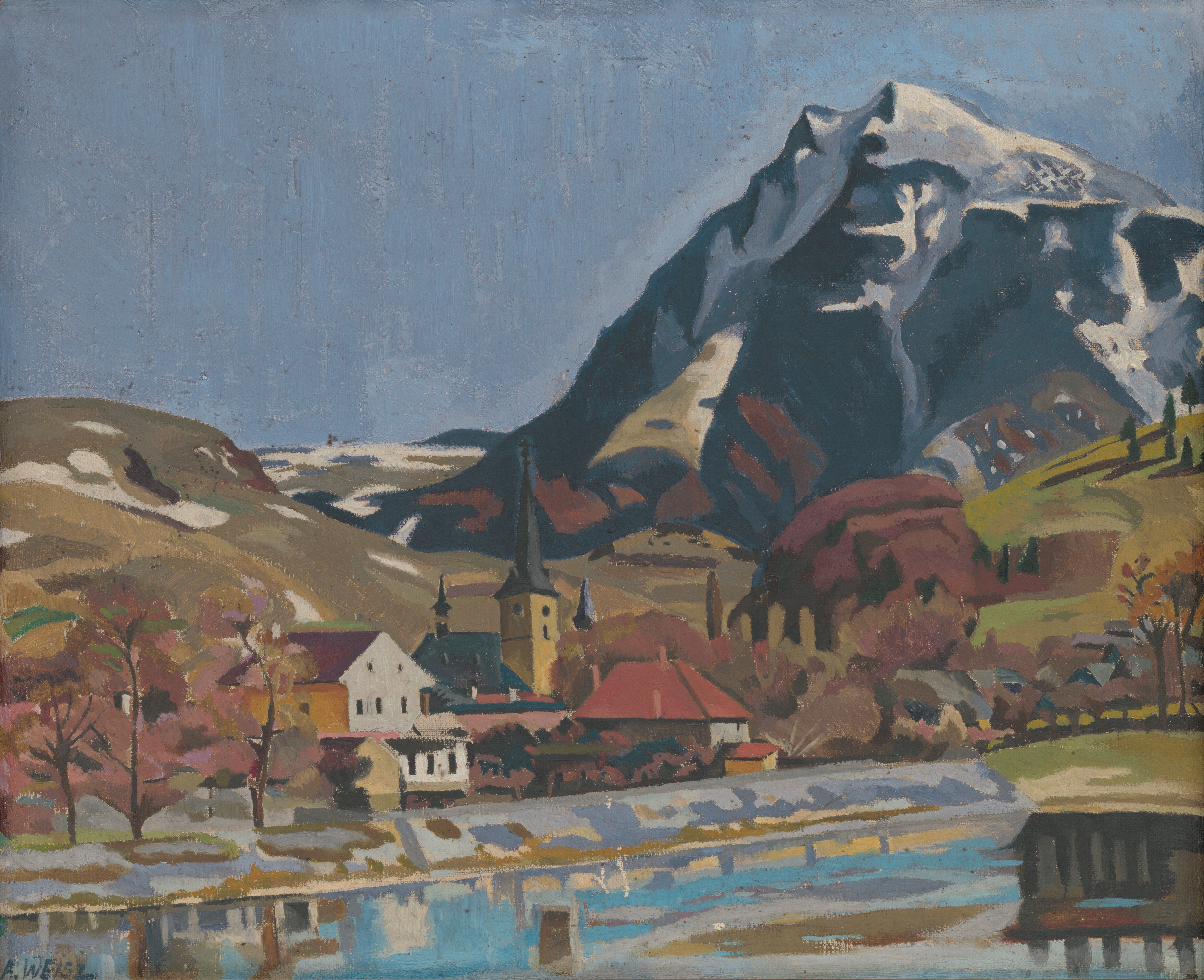
Pohľad na Dolný Kubín (1928)
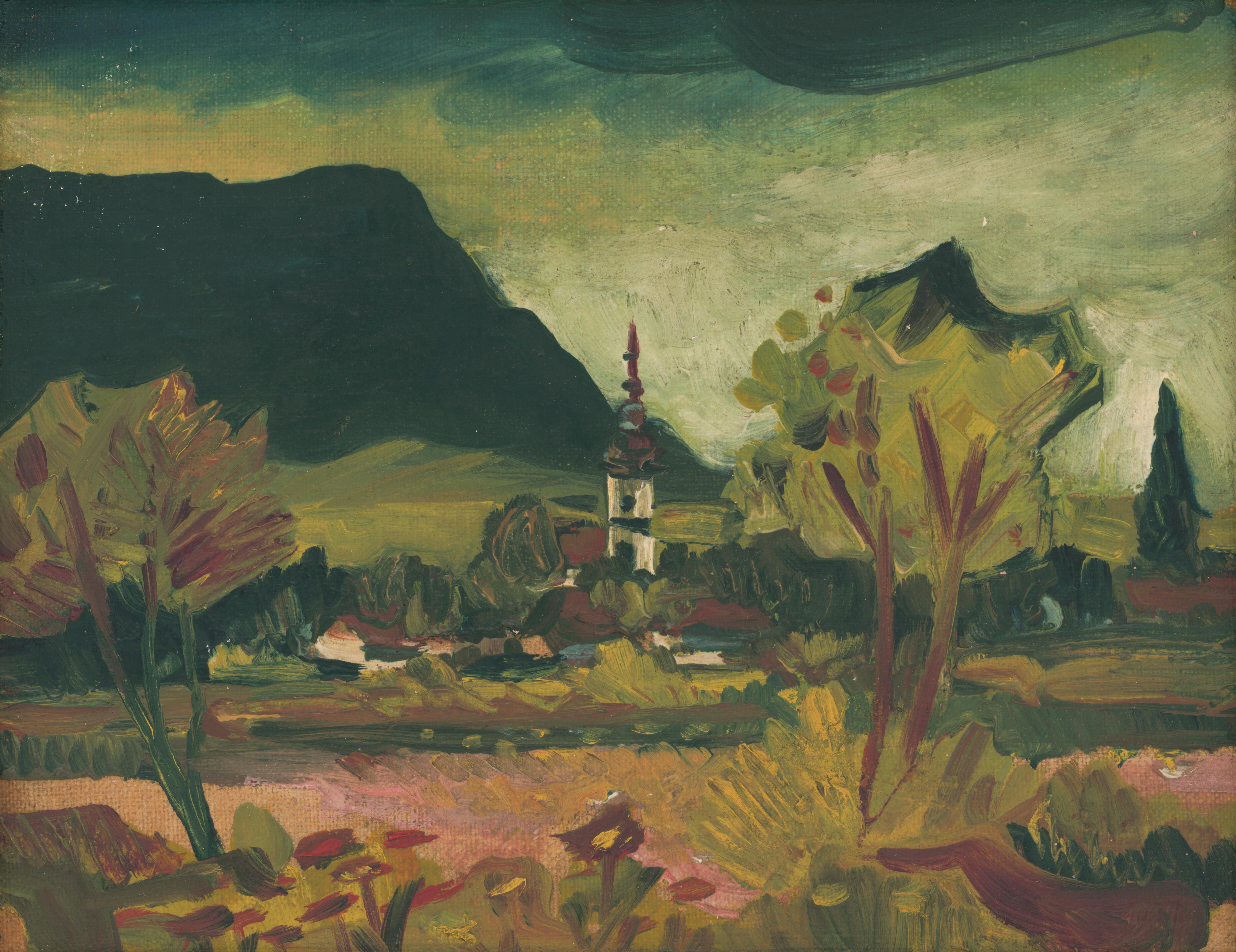
Veličná (1928)